# Ruth Wilson Gilmore
Ruth Wilson Gilmore (New Haven, 2 de abril de 1950) é uma investigadora e abolicionista penal norte-americana. Ela é diretora do Center for Place, Culture and Politics e professora de geografia em Ciências da Terra e do Ambiente na City University of New York. Ela foi reconhecida por ter inventado "mais ou menos por si só" o estudo da geografia carcerária, o "estudo das inter-relações entre o espaço, as instituições e a economia política que moldam e definem o encarceramento moderno".  Ela recebeu o prémio Lifetime Achievement 2020 da American Association of Geographers, a associação americana de geógrafos.

## Infância e educação
Ruth Wilson nasceu em 2 de abril de 1950 em New Haven, Connecticut. Seu pai, Courtland Seymour Wilson, era um maquinista e era ativo no sindicato, tendo sido também ele criado por uma família ativa no sindicato de trabalhadores da Universidade de Yale. Em 1960, Wilson foi a primeira, e principalmente a única, estudante afro-americana a frequentar uma escola particular em New Haven. Em 1968, frequentou o Swarthmore College, onde se envolveu na política do campus e conheceu a irmã mais nova de Angela Davis, Fania. O primo de Gilmore, John Huggins, foi um dos membros fundadores da secção dos Panteras Negras do Sul da Califórnia e foi assassinado enquanto estava em Swarthmore em 1969. Mais tarde, nesse mesmo ano, matriculou-se em Yale, onde se formou em teatro.

## Carreira
Gilmore obteve o grau de doutorada na Rutgers University em 1998, em geografia económica e teoria social, inspirada na obra de Neil Smith.  Depois de terminar o seu doutoramento, ela foi contratada como professora assistente em Berkeley e começou a trabalhar no seu conceito de geografia carcerária. A geografia carcerária examina as relações entre paisagem, recursos naturais, economia política, infraestrutura e o policiamento, prisão, encarceramento e controlo de populações. 
Gilmore é co-fundadora de muitas organizações de justiça social, incluindo o California Prison Moratorium Project.  Em 1998, foi uma das co-fundadoras da organização Resistência Crítica, em conjunto com Angela Davis. Em 2003, foi cofundadora da Californianos Unidos por um Orçamento Responsável (CURB) para lutar contra a construção de cadeias e prisões, e actualmente faz parte do seu conselho directivo. 
Gilmore tem sido uma importante investigadora e oradora em tópicos que incluem as prisões, desencarceramento, capitalismo racial, movimentos de oposição, construção de Estado, entre outros. Wilson Gilmore é autora do livro Golden Gulag, que recebeu o Prémio Lora Romero para Primeiras Obras Publicadas para o Melhor Livro em Estudos Americanos pela American Studies Association em 2008.  Outros textos da sua autoria foram publicados em locais como Race & Class, The Professional Geographer, Social Justice, Global Lockdown: Race, Gender, and the Prison Industrial Complex, e a crítica antologia The Revolution Will Not Be Fund: Beyond the Non-Profit Industrial Complex, que foi editado pelo colectivo Incite!.

## Prémios e reconhecimento
Em 2011, Gilmore foi a principal oradora convidada da Conferência Anual da National Women's Studies Association em Atlanta. 
Em 2012, a American Studies Association concedeu-lhe o primeiro lugar do prémio Angela Y. Davis de Educação Pública, que "reconhece académicos que aplicaram ou usaram as sua acção de educação para o bem público". Inclui trabalhos que tenham por objectivo explícito educar o público, influenciar políticas ou que, de outras formas, procure abordar as desigualdades de formas imaginativas, práticas e aplicáveis." 
Em 2014, Gilmore recebeu o Prémio Harold M. Rose de Investigação e Prática Antirracista da Associação de Geógrafos Americanos. 
Em 2017, Gilmore recebeu o prémio Richard A. Yarborough da American Studies Association. Este prémio homenageia académicos que demonstram excelência no ensino e na mentoria. 
Em 2019, a New York Times Magazine publicou um artigo sobre Wilson Gilmore e o seu trabalho abolicionista.
Em 2020, Gilmore foi listada pela revista Prospect como a sétima maior pensadora da era COVID-19, tendo escrito, “Gilmore passou uma grande parte dos últimos 30 anos a desenvolver o campo da geografia carcerária [...] Ela contribuiu para uma mudança de  pensamento sobre respostas ao crime, de punição a reabilitação. À medida que as falhas do sistema de justiça dos EUA se tornam evidentes, as ideias radicais de Gilmore nunca foram tão relevantes". 

## Ligações Externas
- Podcast com análise e discussão da abolição penal e financiamento da polícia, Intercepted, 10 de junho de 2020